# (9785) Senjikan
(9785) Senjikan (1994 YX1) – planetoida z pasa głównego asteroid okrążająca Słońce w ciągu 4,56 lat w średniej odległości 2,75 j.a. Odkryta 31 grudnia 1994 roku.